# Outlawries Bill
Az Outlawries Bill (hosszú címén A Bill for the more effectual preventing clandestine Outlawries; Törvényjavaslata a titkos törvényen kívül helyezések hatékonyabb megakadályozására) egy törvényjavaslat, amelyet a hagyomány alapján a Brit Képviselőház minden ülésszakának kezdetén benyújtanak.
A törvényjavaslatot a trónbeszéd után olvassák fel, miután a Képviselőház tagjai visszatértek az üléstermükbe, de még mielőtt elkezdődne a királynő beszédének tartalmi megvitatása. A javaslatot egyetlen képviselő sem mutatja be, soha nem rendelték el a kinyomtatását és senkinek sincs szándékában a törvényjavaslatot továbbvinni. A javaslatnak szimbolikus jelentősége van, azzal, hogy nem a királynő beszédének tartalmát vitatják meg a Képviselőház demonstrálja, hogy arról vitázhat, amiről kíván és saját maga állapítja meg a napirendjét.
Azon gyakorlat, hogy egy törvényjavaslatot olvasnak fel a trónbeszéd megvitatása előtt, legalább a 16. századra nyúlik vissza. A célra különböző törvényjavaslatokat használtak, eredetileg ezek teljes jogú javaslatok voltak, melyek eljuthattak a második olvasatig. Az Outlawries Billt először az 1727-es ülésen nyújtották be, és azóta minden évben (kivéve 1741-ben és 1742-ben).
John Wilkes 1763-ban megzavarta a törvényjavaslat felolvasását, hogy bebörtönzése miatt panaszkodjon, de a ház elnöke elrendelte, hogy előbb a törvényjavaslattal foglalkozzanak. Richard Sheridan 1794-ben arra használta fel a törvényjavaslat felolvasását, hogy felvesse a Habeas Corpus Act felfüggesztésének az ügyét.
A törvényjavaslat megfelelője a Lordok Házában a Select Vestries Bill.
Mielőtt kialakult volna a Képviselőház jelen gyakorlata, két a törvényen kívüliekkel foglalkozó törvényt fogadtak el Angliában, az Outlawry Act 1331-et és az Avoidance of Secret Outlawries Act 1588-at, melyek ma már nincsenek hatályban.

## Tartalma
Alább található a törvényjavaslat angol tartalma abban a formában ahogy azt Viktória királynő uralkodása alatt benyújtották; az üres helyek a hiányzó részletek (dátumok, büntetések mértéke) helyét jelölik.
A Bill for the more effectual preventing clandestine Outlawries.
For the more effectual preventing Clandestine Outlawries in Personal Actions, Be it Enacted by the Queen's most excellent Majesty by and with the advice and consent of the Lords Spiritual and Temporal and Commons in this present Parliament assembled and by the authority of the same.
That if after the          any attorney Solicitor or other person who shall prosecute any person or persons to Outlawry in any action personal wherein no Writ or Exegerit shall be awarded shall make default to send or deliver the Writ of Proclamation to the Sheriff of the proper County where the Defendant shall be dwelling at the time of awarding the Exegerit (the place of such dwelling being known), every such Attorney Solicitor or other person aforesaid making such default being lawfully convicted shall for every such offence forfeit         ; and if the Sheriff (the Writ of Proclamation being duly delivered to him) shall refuse or neglect before the Return of the Writ to make          Proclamations according to the directions of the Act made in the thirty-first year of the reign of Queen Elizabeth for the avoiding of privy and secret Outlawries in actions personal, every such Sheriff being lawfully convicted shall for every such refusal or neglect forfeit
        .

## Más nemzetközösségi államokban
Kanadában egy hasonló pro forma törvényjavaslatot nyújtanak be a Kanadai Képviselőházban, melynek a címe hagyományosan An Act respecting the Administration of Oaths of Office (Törvény a hivatali eskük intézéséről).

## Fordítás
- Ez a szócikk részben vagy egészben az  Outlawries Bill című angol Wikipédia-szócikk ezen változatának fordításán alapul.  Az eredeti cikk szerkesztőit annak laptörténete sorolja fel. Ez a jelzés csupán a megfogalmazás eredetét és a szerzői jogokat jelzi, nem szolgál a cikkben szereplő információk forrásmegjelöléseként.

## Külső hivatkozások
- A brit Parlament cikk a törvényjavaslatról
- A-Z of Parliament (BBC)